# Monumentul Pakistanului
Monumentul Pakistanului (în urdu یادبود پاکستان) este un monument național și un muzeu de patrimoniu situat pe dealurile Shakarparian din Islamabad, Pakistan. Monumentul a fost construit pentru a simboliza unitatea poporului pakistanez. Este dedicat oamenilor din Pakistan care și-au sacrificat ziua de „azi” pentru o zi de „mâine” mai bună. Înălțimea sa face monumentul vizibil din întreaga zonă metropolitană Islamabad-Rawalpindi și este o destinație turistică populară.

## Concepție
Planul pentru un monument național a fost conceput pentru prima dată în 2002 de guvernul Pakistanului, pe atunci asistat de Uxi Mufti, fiul lui Mumtaz Mufti. Ministerul Culturii a fost însărcinat să organizeze prin intermediul Consiliului Arhitecților și Urbaniștilor din Pakistan un concurs național de proiectare a monumentelor bazat pe tema semnificației puterii, unității și dăruirii poporului pakistanez într-o simbol reprezentând o națiune independentă și liberă. Dintr-un total de 21 de propuneri, 3 au fost preselectate. Designul final propus de Arif Masoud a fost selectat și aprobat la 10 iulie 2003. Piatra de temelie a fost pusă la 25 mai 2004, finalizată în 2006 și inaugurată la 23 martie 2007 de către președintele general Pervez Musharraf.

## Proiectarea
Acoperind o suprafață totală de 2,8 hectare, designul monumentului își are rădăcinile în arhitectura bogată Mughal a subcontinentului. Structura sa în formă de petală este derivată din muqarnas tradiționale ale arhitecturii Mughal. După cum spune arhitectul: „Ar trebui să învățăm din istorie, dar să nu rămânem blocați în ea”. El a folosit tehnologia actuală pentru a moderniza forma istorică a muqarnasului. Structura rezultată în formă de petale subliniază importanța unității și a unității poporului din Pakistan. În loc să simbolizeze cele patru provincii, aceasta reprezintă cele patru culturi diferite ale poporului Pakistanului. Cele patru petale mari reprezintă fiecare dintre cele patru culturi, punjabi, baluchi, sindhi și paștun. Cele trei petale mai mici reprezintă: minoritățile, Azad Cașmir și Gilgit Baltistan. Toate cele șapte petale, deși independente unele de altele, stau împreună la unison pentru a forma națiunea Pakistanului. Stând împreună, ele protejează steaua și semiluna drapelului Pakistanului.
Steaua drapelului din monument este proiectată în granit negru strălucitor cu stele aurii, care reprezintă oamenii care și-au sacrificat viața pentru Pakistan. Semiluna este realizată din oțel inoxidabil, cu scrieri inspiraționale ale lui Quaid-e-Azam Mohammed Ali Jinnah și Allama Iqbal. Petalele sunt construite din granit (proiectate într-o formă de consolă suspendată, printre cele mai mari din Asia) iar pereții săi interiori sunt acoperiți cu lucrări de artă care ilustrează diferite repere ale Pakistanului, oameni improtanți ai mișcării de independență a Pakistanului și teme muzicale și de dans. Reperele prezentate includ Fortul Lahore, Moscheea Badshahi, Pasul Khyber și Minar-e-Pakistan.
În afară de Monumentul Poporului, există un muzeu care povestește istoria și povestea creării Pakistanului. Aceste două structuri sunt legate printr-o piață mare, cunoscută sub numele de Piața Libertății. Deși numele arhitectului – Arif Masoud – este înscris în piatră pe placa principală situată la începutul pieței principale – el a onorat toți muncitorii constructori cerându-le să își pună amprentele mâinilor de-a lungul pereților lungi care flanchează această Piață a Libertății pe ambele părțile. La capătul cel mai îndepărtat se află o platformă de vizionare care oferă o panoramă asupra orașului Islamabad. Din aer, monumentul arată ca o stea (centru) și o semilună (formată din pereții care formează petale), acestea reprezintă steaua și semiluna de pe steagul Pakistanului.

## Galerie

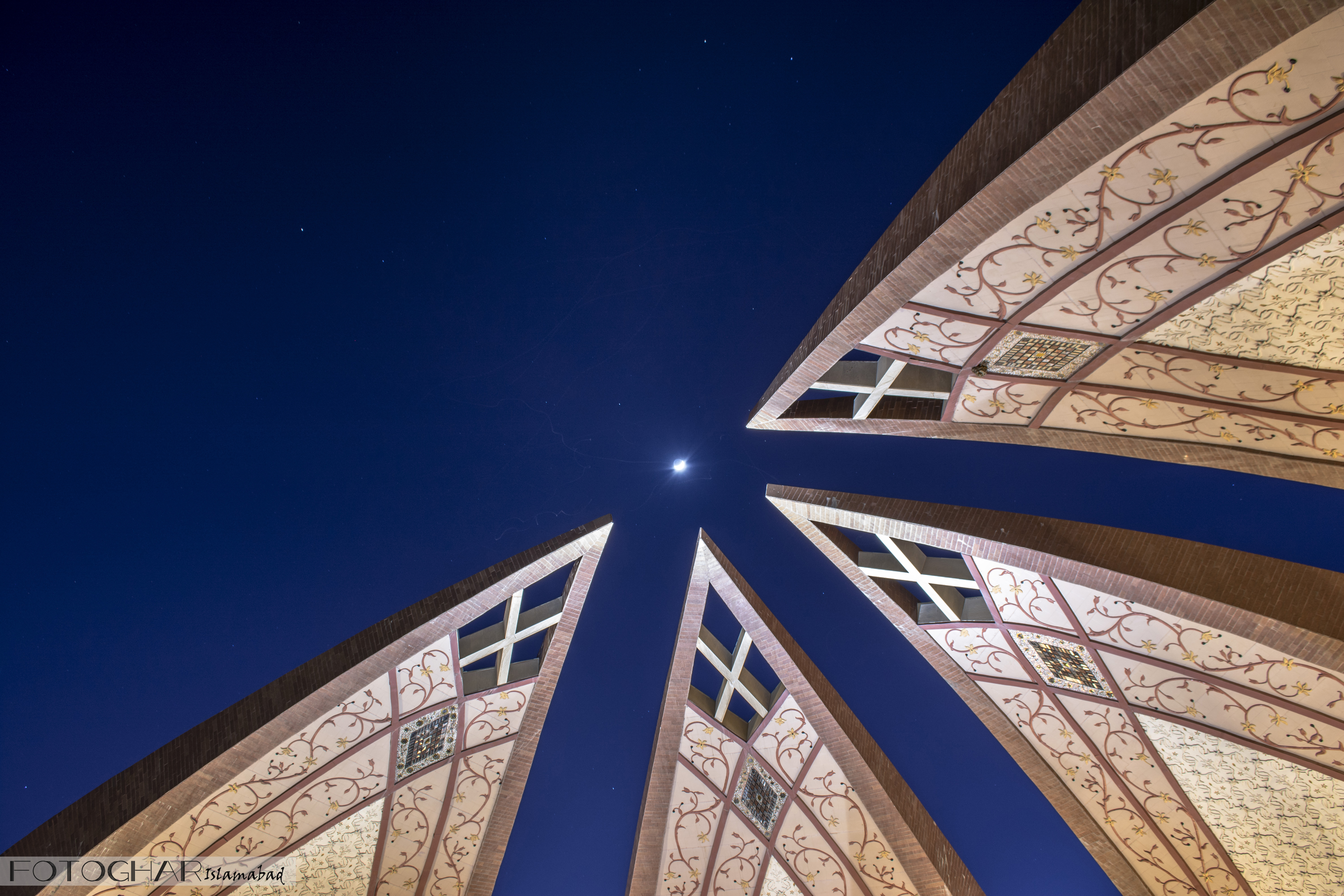
Luna la Monument
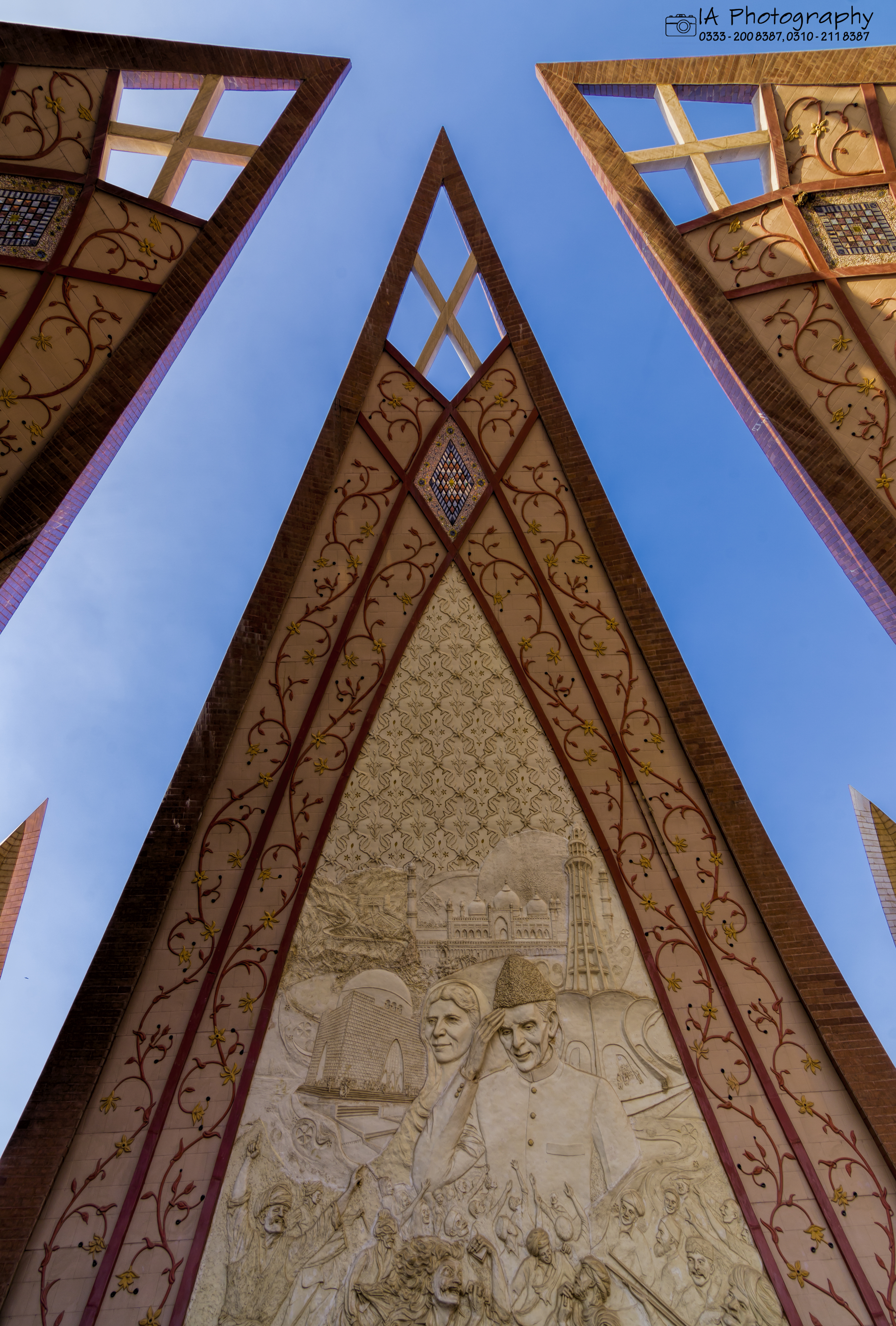
Una dintre petale care îl prezintă pe Jinnah și pe sora lui.
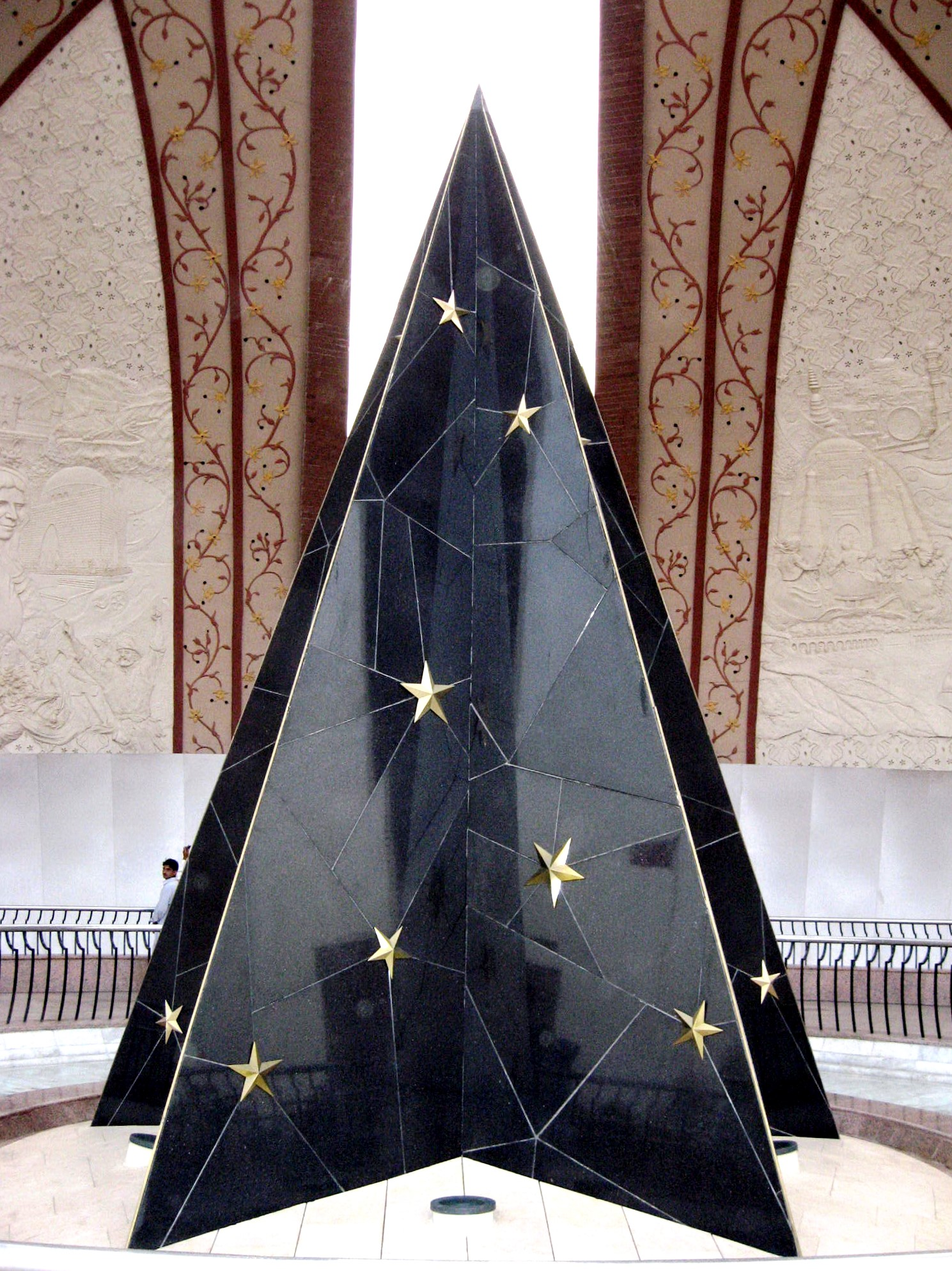
Platforma centrală
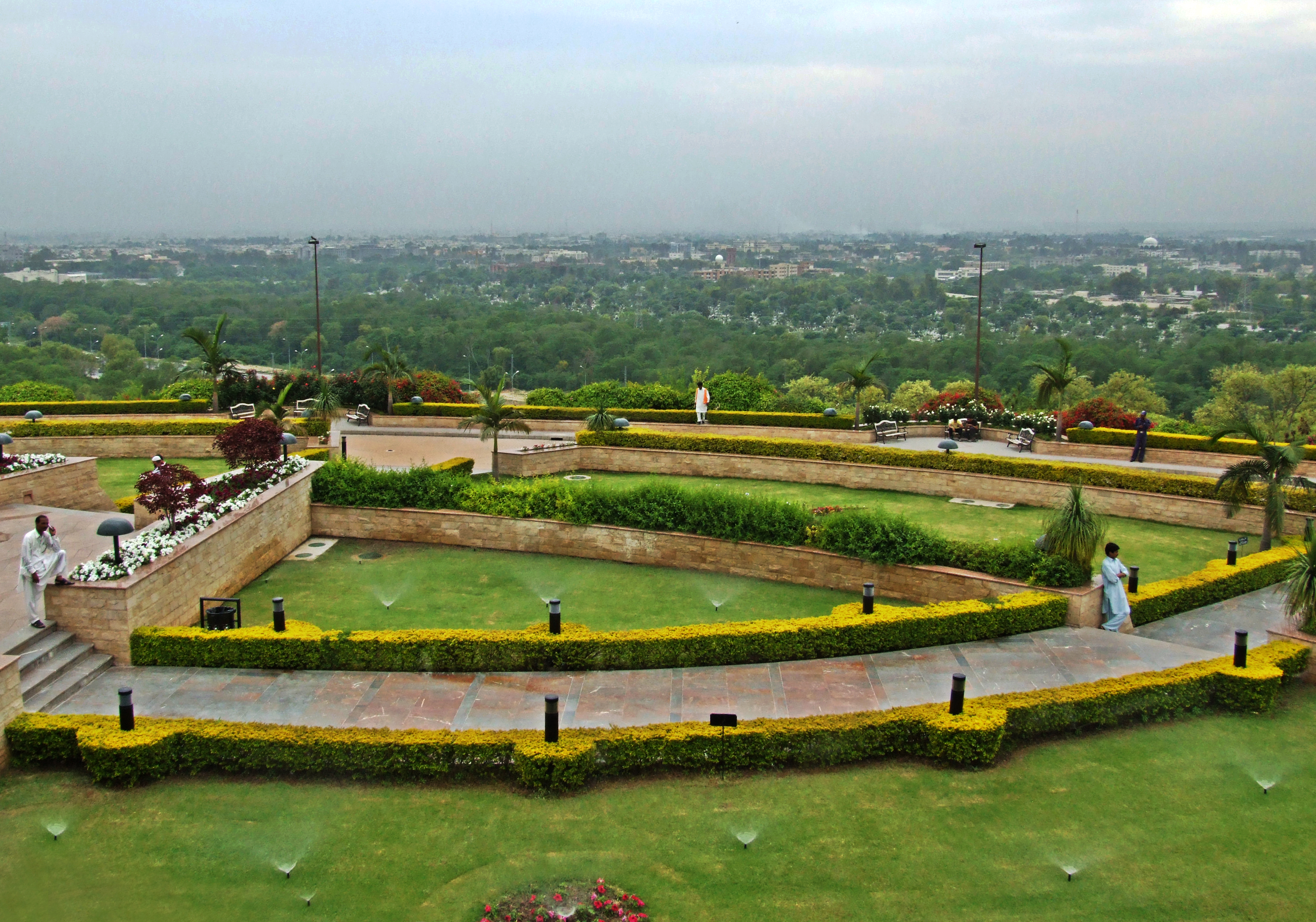
Grădini în Monumentul Pakistanului
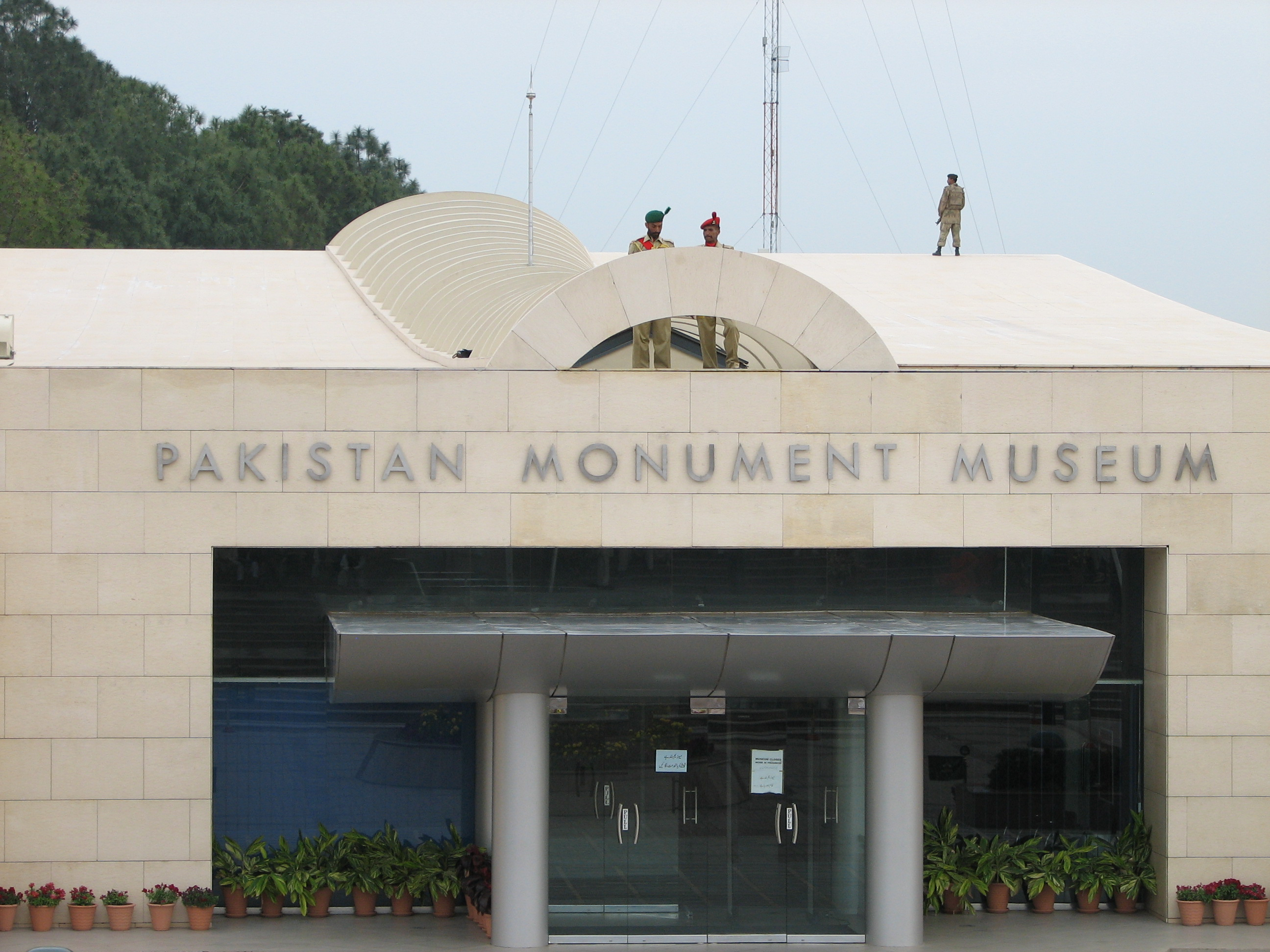
Muzeul Monumentului Pakistanului
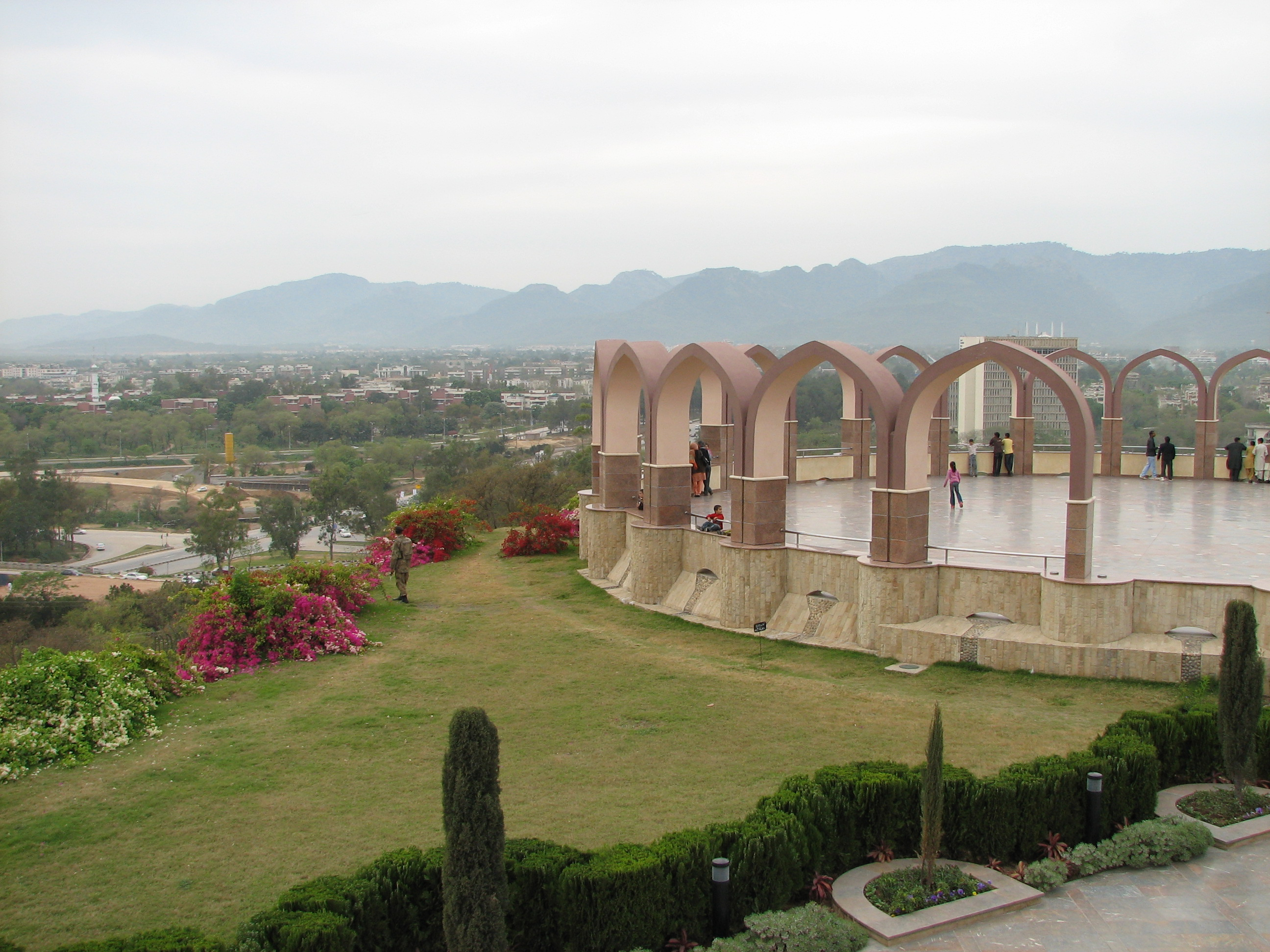
Arcele monumentului
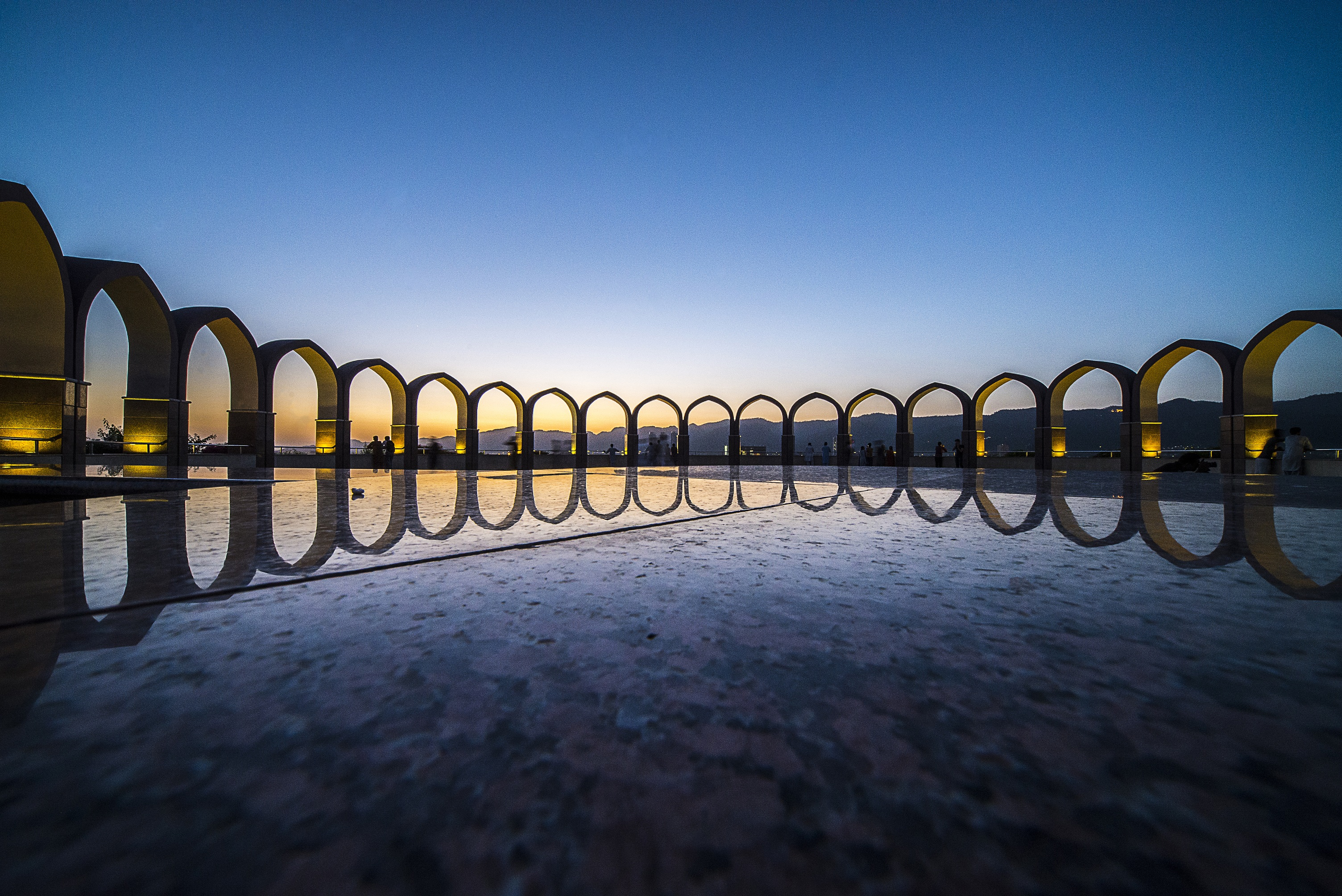
Arcele monumentului
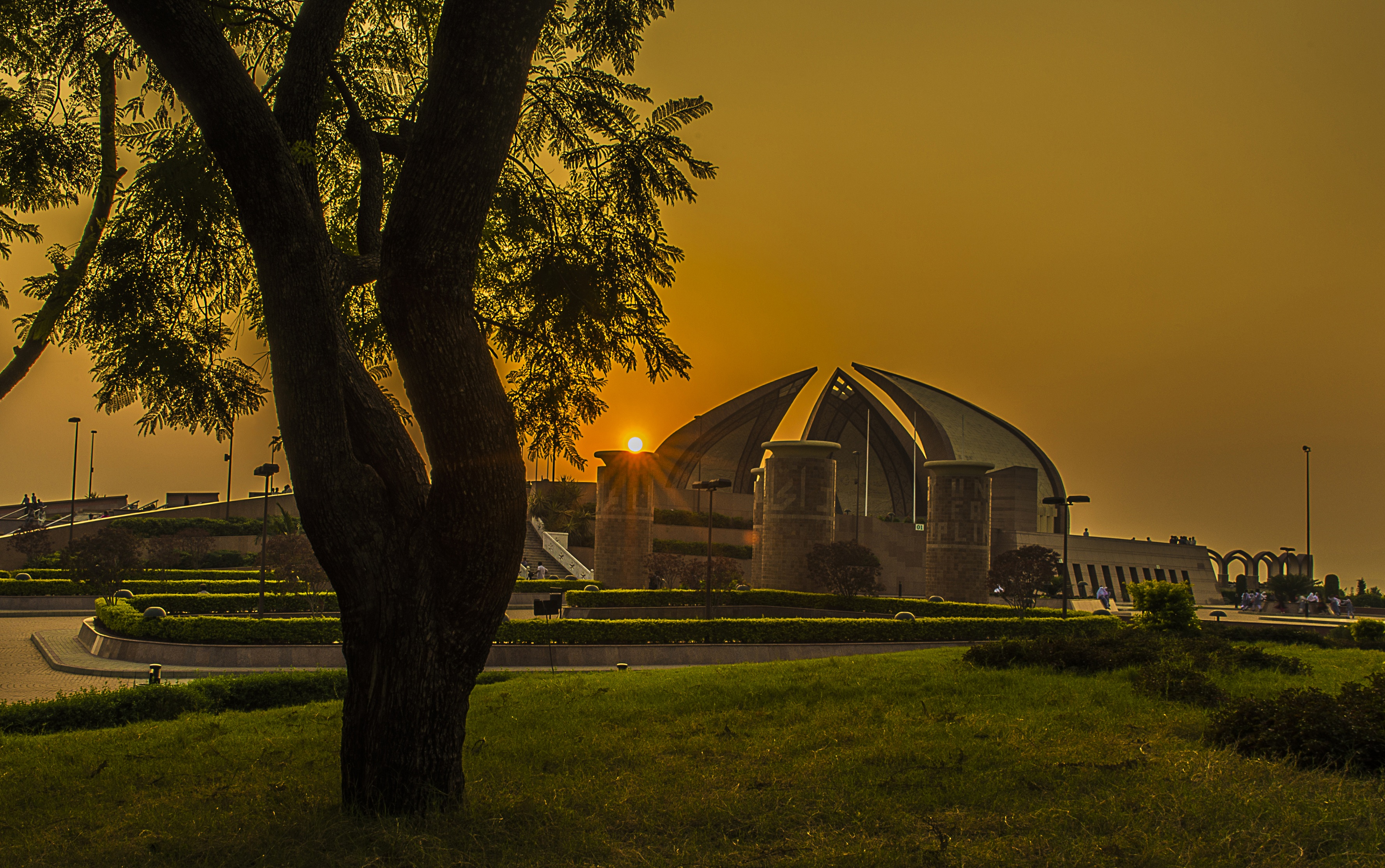
Apus de soare la monument